# Znamjanský rajón
Znamjanský rajón (ukrajinsky Знам'янський район) byl rajón v Kirovohradské oblasti na Ukrajině. Hlavním městem byla Znamjanka a rajón měl přibližně 22 tisíc obyvatel. 

## Sídla v rajónu
- Znamjanka